# Binali Yıldırım
Binali Yıldırım (født 20. december 1955 i Refahiye, Tyrkiet) er en tyrkisk politiker. Han var tidligere blandt andet transportminister indtil han blev premierminister i 2016, men blev to år efter afsat, efter at præsident Recep Tayyip Erdoğan afskaffede premierministerposten efter præsidentvalget.[kilde mangler]